# Rogue Trooper (videogioco 1986)
Rogue Trooper è un videogioco sparatutto pubblicato nel 1986 per ZX Spectrum e Amstrad CPC e nel 1987 per Commodore 64, basato sul fumetto britannico Rogue Trooper.

## Trama
Il gioco si svolge su Nu-Earth (nuova Terra), un pianeta devastato dalla guerra chimica. Rogue Trooper, un soldato geneticamente modificato, è l'unico sopravvissuto di un reggimento di fanteria massacrato per colpa di un traditore. Come unici compagni ha con sé i bio-chip di tre commilitoni morti, dispositivi che ne conservano le menti e possono comunicare. Rogue deve esplorare il territorio ostile per recuperare otto videocassette che consentiranno di smascherare il traditore, infine raggiungere un veicolo spaziale per fuggire. Con il lieto fine anche i corpi dei suoi tre amici verranno rigenerati.

## Modalità di gioco
Il giocatore controlla Rogue Trooper su un ampio paesaggio devastato dalla guerra, con visuale isometrica. Lo scorrimento del paesaggio non è continuo, raggiunto un bordo della schermata si passa a un'altra schermata. Il colore di fondo dell'area di gioco, che su Commodore 64 e ZX Spectrum è monocroma, cambia a seconda della zona.
Rogue può soltanto camminare nelle quattro direzioni e sparare con munizioni limitate. Si ha una sola vita, i punti ferita si possono recuperare raccogliendo kit medici, come anche le munizioni. 
Gli avversari sono truppe a piedi armate come il giocatore, mine e bunker.
Nella parte alta dello schermo appaiono una minimappa, ma soltanto dei dintorni, e i tre bio-chip, che trasmettono ogni tanto messaggi di testo più o meno utili.